# Kazimierz Dzierżanowski
Kazimierz Antoni Rafał Dzierżanowski (ur. 24 października 1872 w Hałuszczyńcach, zm. w maju 1940 w Kijowie) – generał dywizji Wojska Polskiego, kawaler Orderu Virtuti Militari, ofiara zbrodni katyńskiej.

## Życiorys
Był synem Zygmunta, właściciela Czahar w tarnopolskim, dzierżawcy dóbr, powstańca z 1863, oraz Marii z Fedorowiczów. W 1893 ukończył studia na Wydziale Artylerii Wojskowej Akademii Technicznej w Wiedniu i został oficerem zawodowym artylerii cesarskiej i królewskiej armii. Służył w artylerii we Lwowie, w 1914 uzyskał awans na stopień kapitana. Walczył na frontach I wojny światowej. Wojnę zakończył w stopniu podpułkownika.
Po upadku Austrii, od 2 listopada 1918 dowodził polskimi oddziałami na Morawach, przyprowadził je w granice Polski. Przyjęty do Wojska Polskiego w stopniu podpułkownika i przydzielony do Generalnego Inspektoratu Artylerii Ministerstwa Spraw Wojskowych. W lutym 1919 został dowódcą I, następnie II Brygady Artylerii Legionów. Od 1 lipca 1919 był jednocześnie inspektorem artylerii Frontu Północno-Zachodniego. 9 października 1919 roku został mianowany dowódcą XI Brygady Artylerii. W okresie listopad 1919 – marzec 1922 zastępca Generalnego Inspektora Artylerii.
Uczestniczył w wojnie polsko-bolszewickiej, odznaczając się zwłaszcza w walkach o Mińsk i Bobrujsk. W marcu 1920 został szefem Sekcji Artylerii w Departamencie I Broni Głównych i Wojsk Taborowych MSWojsk. 29 maja 1920 został zatwierdzony z dniem 1 kwietnia 1920 w stopniu pułkownika, w artylerii, w grupie oficerów byłej armii austriacko-węgierskiej. Za bohaterstwo w czasie wojny z Rosją Sowiecką został odznaczony Orderem Virtuti Militari V klasy.
28 marca 1922 Minister Spraw Wojskowych mianował go szefem Departamentu III Artylerii i Uzbrojenia MSWojsk. 3 maja 1922 zweryfikowany został w stopniu generała brygady ze starszeństwem z dniem 1 czerwca 1919. W marcu 1924 objął dowództwo 28 Dywizji Piechoty w Warszawie. 31 marca 1924 Prezydent RP Stanisław Wojciechowski na wniosek Ministra Spraw Wojskowych, gen. dyw. Władysława Sikorskiego awansował go na generała dywizji ze starszeństwem z dniem 1 lipca 1923 i 9 lokatą w korpusie generałów. W międzyczasie, od 1 grudnia 1924 do 20 sierpnia 1925 był słuchaczem II Kursu Centrum Wyższych Studiów Wojskowych w Warszawie. 21 października 1925 Prezydent RP mianował go komendantem Wyższej Szkoły Wojennej w Warszawie. W dniach 11–13 maja 1926, w czasie zamachu stanu, pełnił obowiązki dowódcy Okręgu Korpusu Nr I w Warszawie. 3 sierpnia 1926 wyznaczony został na stanowisko dowódcy Okręgu Korpusu Nr III w Grodnie. 15 marca 1927 przeniesiony został na równorzędne stanowisko dowódcy Okręgu Korpusu Nr VII w Poznaniu. Z dniem 31 grudnia 1932 przeniesiony został w stan spoczynku. Osiadł we Lwowie.
We wrześniu 1939 z powodu wieku i choroby nie wziął czynnego udziału w obronie Lwowa. We wrześniu 1939 został aresztowany przez NKWD i osadzony w więzieniu na Zamarstynowie. W drugiej połowie kwietnia 1940 przetransportowany został do więzienia w Kijowie. Według Zdzisława Nicmana generał zmarł na skutek skrajnego wyczerpania. Nazwisko generała figuruje na Ukraińskiej Liście Katyńskiej. Został pochowany na otwartym w 2012 Polskim Cmentarzu Wojennym w Kijowie-Bykowni.
W 1941 gen. Władysław Sikorski, nie mając informacji o tragicznych losach generała, brał pod uwagę jego kandydaturę na stanowisko dowódcy Polskich Sił Zbrojnych w ZSRR, ale władze sowieckie twierdziły, iż nic nie wiedzą o losie generała.

## Ordery i odznaczenia
- Krzyż Srebrny Orderu Wojskowego Virtuti Militari nr 5002 (1922)[9][10]
- Krzyż Komandorski Orderu Odrodzenia Polski (3 maja 1928)[11][9][12]
- Krzyż Oficerski Orderu Odrodzenia Polski (2 maja 1922)[9][13][14]
- Krzyż Walecznych (czterokrotnie)
- Złoty Krzyż Zasługi (17 marca 1930)[9][15]
- Medal Pamiątkowy za Wojnę 1918–1921[9][16]
- Medal Dziesięciolecia Odzyskanej Niepodległości[9][16]
- Wielki Oficer Orderu św. Sawy (Jugosławia, 8 sierpnia 1927)[9][17]
- Wielki Oficer Orderu Leopolda (Belgia)[9]
- Wielki Oficer Orderu Gwiazdy Rumunii (Rumunia, zezwolenie 1923)[18]
- Komandor Orderu Legii Honorowej (Francja, 1931)[9][19]
- Oficer Orderu Legii Honorowej (Francja, 1921)[9][20]
- Krzyż Zasługi Wojskowej z Odznaką Białą (Hiszpania)[9][16]
- Order N. M. Panny Łaskawej II klasy[21]